# Euphorbia micractina
Euphorbia micractina är en törelväxtart som beskrevs av Pierre Edmond Boissier. Euphorbia micractina ingår i släktet törlar, och familjen törelväxter. Inga underarter finns listade i Catalogue of Life.